# Московская улица (Новомосковск)
Моско́вская у́лица — улица в городе Новомосковске. Располагается в центральной части города. Названа в честь Москвы. Одна из самых красивых улиц в городе.

## История и расположение
Названа в честь Москвы согласно первоначальному генплану застройки в 1930-х годах. «Московской» названа и станция электрички.

Всё это отголосок теперь уже далёких тридцатых годов, когда строители возводили «Новую Москву», «Вторую Москву», как всерьез говорили о рождении нового города.

Московская улица протянулась с юга на север в центральной части города. Протяжённость — приблизительно 1,5 км. Ширина — до ста метров, с бульваром посередине. Пересекает улицу Маяковского, Шахтёров, Коммунистическую, Комсомольскую, Садовского и Куйбышева. Слева примыкают улицы Дзержинского, Бережного и Пашанина. Справа примыкает улица Кирова.
Ранее в центральной части улицы проходила железнодорожная ветка. Зимой 1933 года в связи с пуском первой очереди химического комбината, остро встал вопрос о транспорте. Для решения транспортной проблемы была построена железнодорожная линия между станциями Урванка и Сборная, а на улице Московской в кратчайшие сроки, за одну неделю, силами рабочих, служащих и комсомольцев-энтузиастов под руководством техника Натальи Зябревой был возведён небольшой вокзал, с залом ожидания, кассой, буфетом и крытой платформой. В 1965 году здание вокзала было снесено, а ныне на его месте находится памятник воинам-новомосковцам, уходившим с этого места на фронт.
Во время Великой Отечественной войны, в период временной немецкой оккупации города, в подвале дома под «вышкой» располагалась тюрьма фашистской комендатуры. Рядом с Дворцом культуры строителей на столбе были повешены коммунисты Хробищев и Брейкин.

## Здания и сооружения
По нечётной стороне:
- дом 9 — средняя школа № 18
- дом 15 — одна из двух сталинских высоток («вышка»)
- дом 23 — центральная почта
- дом 25 — поликлиника № 1
- дом 31 — гостиница «Октябрь» (построена в июле 1967 года[3])

По чётной стороне:
- дом 2А — Новомосковская детская библиотека № 1, комитет по молодёжной политике
- дом 10 — Дворец культуры строителей
- дом 34 — выставочный центр

В самом начале улицы и в её конце стоят высотные дома — девяти- и двенадцатиэтажки. Два дома с вышками в стиле конструктивизма наискосок один от другого стоят на площади на пересечении с улицей Комсомольской. Здесь же находится Дворец культуры строителей. Завершает улицу (на севере) дворец культуры «Азот», в котором располагается кинотеатр.
Ранее здесь же, в северном конце улицы, располагалась станция Московская, откуда ходили электрички до ст. Урванка. Железнодорожное сообщение между центром города и Урванкой просуществовало до лета 2009 года, когда ст. Московская была закрыта — в связи с нерентабельностью ж/д сообщения и назревшей необходимостью реконструкции пересечения улиц Мира — Куйбышева в транспортную развязку с перспективой расширения ул. Куйбышева. В следующем, 2010 году над ул. Мира был построен путепровод, соединивший ул. Куйбышева и новую дорогу до трассы М4, а перегон от ул. Мира до ст. Московской были разобраны. В 2016 году снесено и само станционное здание. На ближайшее будущее на этом месте запланирована реконструкция перекрёстка улицы с улицей Куйбышева, он будет представлять собой кольцевую развязку.
Продолжением улицы в южном направлении служит улица Клинский Родник.

## Памятники
На улице расположены четыре памятника:
- рядом с пересечением с улицей Комсомольской — монумент Вечной славы, установленный в память о воинах-сталиногорцах, погибших на фронтах Великой Отечественной войны;
- там же — памятник Ленину;
- памятник сталиногорцам-участникам Великой Отечественной войны;
- на пересечении с улицей Садовского — памятник Дмитрию Донскому.

```
Вот это – «вышка»,
Всем она известна:
Краса и гордость 
Наших горожан. 
Упершись головою
В поднебесье,
Среди домов 
Стоит, как великан.
И жизнь
Её навеки прописала
С любовью нежной
Матери – отца
Недалеко
От старого вокзала,
Напротив
Довоенного Дворца.

```

- Герои Новомосковска (левая часть)
- Вечный огонь и памятник погибшим в Великой Отечественной войне
- Герои Новомосковска (правая часть)
- Памятник сталиногорцам-участникам Великой Отечественной войны
- Памятник Дмитрию Донскому на пересечении с улицей Садовского. Надпись на памятнике: «Дмитрию Донскому лета 2000»